# Завади (Груєцький повіт)
Завади (пол. Zawady) — село в Польщі, у гміні Хинув Груєцького повіту Мазовецького воєводства.
Населення — 105 осіб (2011).
У 1975—1998 роках село належало до Радомського воєводства.

## Демографія
Демографічна структура станом на 31 березня 2011 року:
|          | Загалом | Допрацездатний вік | Працездатний вік | Постпрацездатний вік |
| -------- | ------- | ------------------ | ---------------- | -------------------- |
| Чоловіки | 66      | 22                 | 40               | 4                    |
| Жінки    | 39      | 7                  | 26               | 6                    |
| Разом    | 105     | 29                 | 66               | 10                   |